# Expressionism (arkitektur)

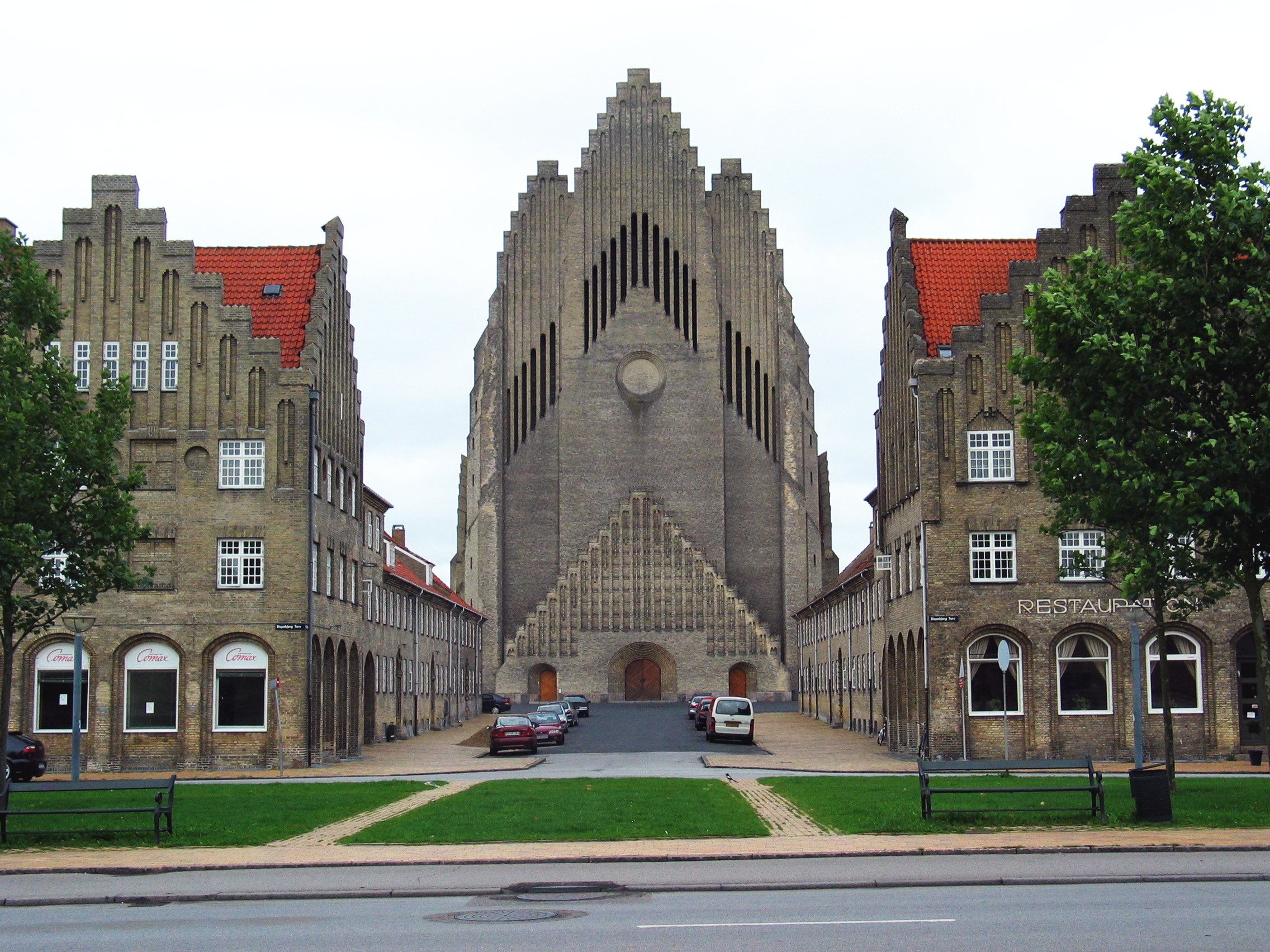
Grundtvigs Kirke, Köpenhamn, ritad av Peder Vilhelm Jensen-Klint.

Expressionism som arkitekturstil hör inte till en helt fastställd tidsperiod. De verk som idag räknas till stilen tenderar att vara uppförda mellan 1910 och 1930. Hos enstaka arkitekter har verk i expressionistisk stil producerats kontinuerligt fram till början av den postmoderna epoken. Ett senare exempel, från 1960-talet, är TWA Flight Center på JFK Airport i New York av Eero Saarinen.
Formspråket är djärvt, experimentellt och dramatiskt. Stilriktningens centrum kan anses vara Tyskland, varifrån de flesta arkitekter som laborerade med spektakulära former under 1900-talets första decennier härstammar. Exempel på arkitekter är Peter Behrens och hans Hoechstbyggnad i Frankfurt am Main samt Erich Mendelsohns Einsteinturm i Potsdam.